# Tromboplastine
Tromboplastine, ook wel trombokinase, weefselfactor, Tissue Factor TF, factor III of weefseltromboplastine genoemd, is een fosfolipide dat een rol speelt bij de bloedstolling. Het komt bij een verwonding vrij uit voornamelijk endotheelcellen, maar ook uit andere cellen. Een functie ervan is de activatie van de stollingsfactor VII via de extrinsieke stollingscascade.